# 37. Armee (Japanisches Kaiserreich)
Die 37. Armee (jap. 第37軍, Dai-sanjūnana-gun) war von 1942 bis 1945 ein Großverband des Kaiserlich Japanischen Heeres, die aus der japanischen Burma-Verteidigungsarmee hervorging. Sie war während des Pazifikkrieges in Borneo stationiert. Der Tsūshōgō-Code (militärischer Tarnname) der 37. Armee war Stürmisches Meer (灘, Nada).

## Geschichte

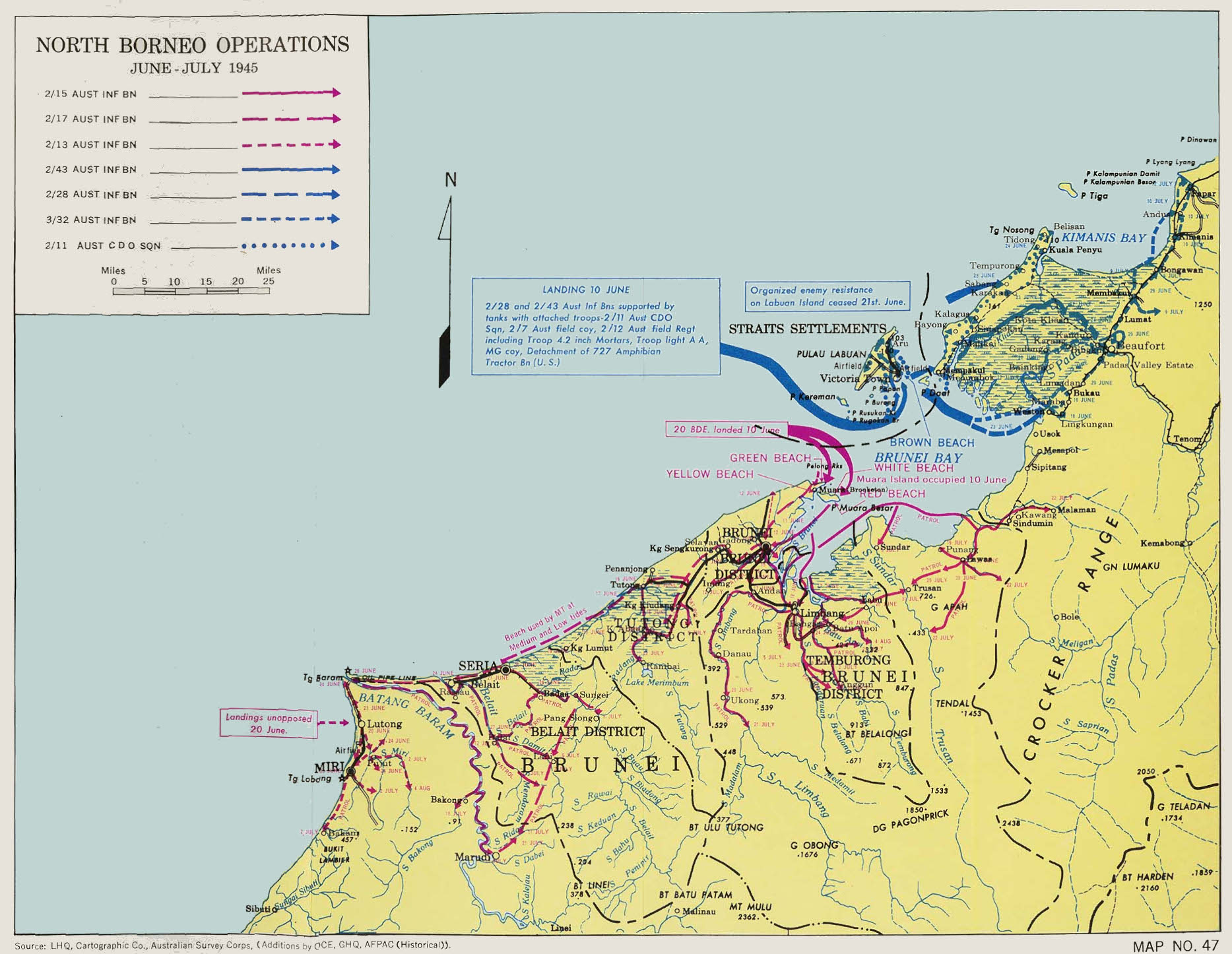
Einsatzgebiet der alliierten Operation Oboe (Juni/Juli 1945), die zum Ziel hatte, die 37. Armee aus Borneo zu vertreiben bzw. zu vernichten.

### Burma-Verteidigungsarmee
Nach der japanischen Invasion Borneos im Dezember 1941, die im März 1942 abgeschlossen war, gründete die Südarmee am 11. April 1942 die Burma-Verteidigungsarmee, die von Generalleutnant Maeda Toshinari geführt wurde. Maeda kam am 5. September 1942 durch einen Flugzeugabsturz ums Leben und wurde durch Generalleutnant Yamawaki Masataka ersetzt.

### 37. Armee

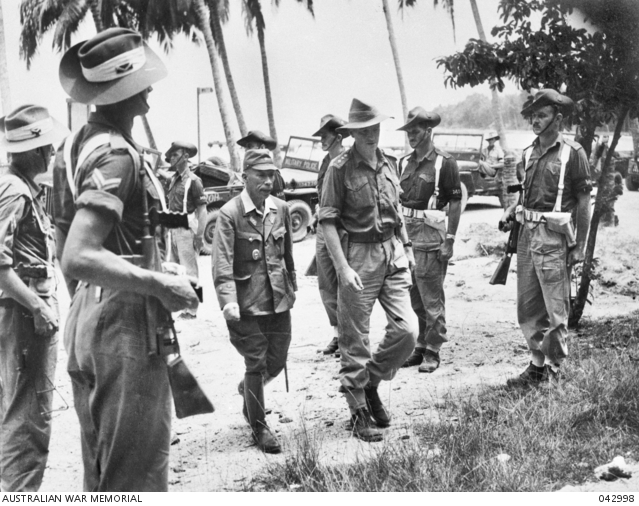
Generalleutnant Baba Masao trifft am 10. September 1945 australische Unterhändler, um die Kapitulation der 37. Armee zu unterzeichnen.

Am 12. September 1944 erfolgte die Umbenamung als 37. Armee durch die Südarmee. Gleichzeitig wurde ihr die in Japan aufgestellte 56. Selbstständige Gemischte Brigade unterstellt, die zusammen mit der 71. Selbstständigen Gemischte Brigade ihre Stärke auf knapp 15.000 Mann brachte.
Am 1. Mai 1945 erfolgte die alliierte Operation Oboe, die zum Ziel hatte, Borneo von den Japanern zurückzuerobern. Die 37. Armee leistete hinhaltenden Widerstand, konnte jedoch den britischen/australischen Erfolg nicht verhindern. 
Am 9. September 1945 kapitulierte die japanische 37. Armee. Generalleutnant Baba Masao überreichte am folgenden Tag auf der Insel Labuan formell sein Schwert an Generalmajor George Wootten, dem kommandierenden Offizier der australischen 9. Division.

## Oberbefehlshaber

### Kommandeure
|    | Name                              | Von                | Bis                | Einheit                  |
| -- | --------------------------------- | ------------------ | ------------------ | ------------------------ |
| 1. | Generalleutnant Maeda Toshinari   | 11. April 1942     | 5. September 1942  | Burma-Verteidigungsarmee |
| 2. | Generalleutnant Yamawaki Masataka | 5. September 1942  | 22. September 1944 | Burma-Verteidigungsarmee |
| 3. | Generalleutnant Baba Masao        | 22. September 1944 | September 1945     | 37. Armee                |

### Stabschefs
|    | Name                           | Von                | Bis                | Einheit                  |
| -- | ------------------------------ | ------------------ | ------------------ | ------------------------ |
| 1. | Generalmajor Makoto Satoshi    | 11. April 1942     | 22. September 1944 | Burma-Verteidigungsarmee |
| 2. | Generalleutnant Managi Keishin | 22. September 1944 | 24. Februar 1945   | 37. Armee                |
| 3. | Generalmajor Kuroda Shigeru    | 24. Februar 1945   | September 1945     | 37. Armee                |

## Untergeordnete Einheiten
- 37. Armee-Stab
  - 56. Selbstständige Gemischte Brigade
  - 71. Selbstständige Gemischte Brigade
- weitere kleinere Einheiten